# توني بوث
توني بوث (بالإنجليزية: Tony Booth)‏ هو كاتب أغاني أمريكي، ولد في 7 فبراير 1943 في تامبا في الولايات المتحدة.